# Caudebec-lès-Elbeuf

Caudebec-lès-Elbeuf este o comună în departamentul Seine-Maritime, Franța. În 1 ianuarie 2022 avea o populație de 10.414 de locuitori.